# Tsuihōsha Shokudō e Yōkoso!
Tsuihōsha Shokudō e Yōkoso! (追放者食堂へようこそ！?) es una serie de novelas ligeras japonesas escritas por Yūki Kimikawa e ilustradas por Gaou. Se publicó en línea entre octubre de 2018 y septiembre de 2020 en el sitio web de publicación de novelas generadas por usuarios Shōsetsuka ni Narō. Más tarde fue adquirida por Overlap, que ha publicado tres volúmenes desde junio de 2019 bajo su sello Overlap Novels. 
Una adaptación al manga con arte de Tsumumi se ha publicado en línea a través del sitio web Comic Gardo de Overlap desde septiembre de 2019 y se ha recopilado en diez volúmenes tankōbon. Una adaptación de la serie de televisión de anime producida por OLM se estrenó en julio de 2025.

## Argumento
Dennis, un cocinero de nivel 99 es expulsado del gremio en el que ha trabajado durante muchos años, por lo que cumple su sueño de abrir un restaurante para aventureros en un área rural junto a Atelier, una joven que también ha sido exiliada de su hogar. La cocina cálida y común de Dennis, elaborada con sus supremas habilidades culinarias, calma la mente y el cuerpo de los aventureros ligeramente desconectados. Sin embargo, el éxito del restaurante ocasiona la llegada de varios enemigos, entre ellos Vector, el líder del gremio quien expulsó a Dennis por despecho.

## Personajes
Dennis (デニス Denisu?)
 Seiyū: Shunsuke Takeuchi
Atelier (アトリエ Atorie?)
 Seiyū: Marika Tachibana
Henrietta (ヘンリエッタ?)
 Seiyū: Sayumi Suzushiro
Vivia (ビビア Bibia?)
 Seiyū: Mariya Ise
Bachel (バチェル Bacheru?)
 Seiyū: Satsumi Matsuda
Vector (ヴィゴー Vuigō?)
 Seiyū: Ryōta Suzuki
Katie (ケイティ Keiti?)
 Seiyū: Chika Anzai

## Contenido de la obra

### Novelas ligeras
La novela ligera fue escrito por Yūki Kimikawa, Tsuihōsha Shokudō e Yōkoso! se serializó en el sitio web de publicación de novelas generadas por usuarios Shōsetsuka ni Narō del 22 de octubre de 2018 al 5 de septiembre de 2020. Luego fue adquirido por Overlap, que comenzó a publicarlo con ilustraciones de Gaou bajo su sello de novelas ligeras Overlap Novels el 25 de junio de 2019. Se han publicado tres volúmenes al 25 de junio de 2020.
| Volúmenes de novelas ligeras publicadas | Volúmenes de novelas ligeras publicadas | Volúmenes de novelas ligeras publicadas |
| Número                                  | Fecha de lanzamiento                    | ISBN                                    |
| --------------------------------------- | --------------------------------------- | --------------------------------------- |
| 1                                       | 25 de junio de 2019                     | ISBN 978-4-86554-513-5                  |
| 2                                       | 25 de noviembre de 2019                 | ISBN 978-4-86554-574-6                  |
| 3                                       | 25 de junio de 2020                     | ISBN 978-4-86554-682-8                  |

### Manga
Una adaptación al manga ilustrada por Tsumumi comenzó a serializarse en el servicio de manga Comic Gardo de Overlap el 27 de septiembre de 2019. Los capítulos del manga se han compilado en diez volúmenes tankōbon a partir de julio de 2025.
| Volúmenes de manga publicados | Volúmenes de manga publicados | Volúmenes de manga publicados |
| Número                        | Fecha de lanzamiento          | ISBN                          |
| ----------------------------- | ----------------------------- | ----------------------------- |
| 1                             | 25 de mayo de 2020            | ISBN 978-4-86554-668-2        |
| 2                             | 25 de septiembre de 2020      | ISBN 978-4-86554-668-2        |
| 3                             | 25 de marzo de 2021           | ISBN 978-4-86554-668-2        |
| 4                             | 25 de septiembre de 2021      | ISBN 978-4-8240-0008-8        |
| 5                             | 25 de abril de 2022           | ISBN 978-4-8240-0173-3        |
| 6                             | 25 de diciembre de 2022       | ISBN 978-4-8240-0371-3        |
| 7                             | 25 de septiembre de 2023      | ISBN 978-4-8240-0617-2        |
| 8                             | 25 de junio de 2024           | ISBN 978-4-8240-0868-8        |
| 9                             | 25 de marzo de 2025           | ISBN 978-4-8240-1098-8        |
| 10                            | 25 de julio de 2025           | ISBN 978-4-8240-1275-3        |

### Anime
Se anunció una adaptación televisiva de la serie de anime en el evento del décimo aniversario de Overlap Bunko el 15 de diciembre de 2024. La serie está producida por OLM y dirigida por Jōji Shimura. La composición está a cargo de Deko Akao, el diseño de personajes es de Aoi Yamato y la música es de Masato Kōda. La serie se estrenó el 3 de julio de 2025 en AT-X y otras cadenas. El tema de apertura, "Unique", es interpretado por Dannie May, mientras que el tema final, "Magokoro My Heart", es interpretado por Chō Tokimeki Sendenbu. Crunchyroll obtuvo la licencia de la serie en América del Norte, América Central, América del Sur, Europa, África, Oceanía, Oriente Medio, CEI y subcontinente indio.

## Recepción
Para diciembre de 2024, la serie contaba con más de 850.000 millones de copias en circulación.